# Fußball-Europameisterschaft der Frauen 2022/Gruppe B
| Pl. | Land        | Sp. | S | U | N | Tore    | Diff. | Punkte |
| --- | ----------- | --- | - | - | - | ------- | ----- | ------ |
| 1.  | Deutschland | 3   | 3 | 0 | 0 | 009:000 | +9    | 09     |
| 2.  | Spanien     | 3   | 2 | 0 | 1 | 005:300 | +2    | 06     |
| 3.  | Dänemark    | 3   | 1 | 0 | 2 | 001:500 | −4    | 03     |
| 4.  | Finnland    | 3   | 0 | 0 | 3 | 001:800 | −7    | 0      |

Dieser Artikel umfasst die Spiele der Vorrundengruppe B der Fußball-Europameisterschaft der Frauen 2022 in England mit allen statistischen Details.

## Spanien – Finnland 4:1 (2:1)
| Spanien                                                                  | Spanien | Finnland | Finnland | Aufstellung                        |
| ------------------------------------------------------------------------ | --- | --- | -------- | ---------------------------------- |
| Spanien                                                                  | \| 8. Juli 2022 um 17:00 Uhr (18:00 Uhr MESZ) in Milton Keynes (Stadium MK) \| \| Zuschauer: 16.819 \| \| Schiedsrichterin: Kateryna Monsul ( Ukraine) \| \| Spielbericht \| | \| 8. Juli 2022 um 17:00 Uhr (18:00 Uhr MESZ) in Milton Keynes (Stadium MK) \| \| Zuschauer: 16.819 \| \| Schiedsrichterin: Kateryna Monsul ( Ukraine) \| \| Spielbericht \| | Finnland | Aufstellung Spanien gegen Finnland |
| Spanien                                                                  | Sandra Paños – Ona Batlle, Irene Paredes , Mapi León, Leila Ouahabi (61. Sheila García) – Aitana Bonmatí (79. Athenea del Castillo), Patricia Guijarro, Irene Guerrero (61. Laia Aleixandri) – Lucía García (86. Claudia Pina), Esther González (79. Marta Cardona), Mariona Caldentey Cheftrainer: Jorge Vilda | Tinja-Riikka Korpela – Tuija Hyyrynen (66. Natalia Kuikka), Anna Westerlund, Elli Pikkujämsä, Emma Koivisto – Adelina Engman (46. Essi Sainio), Eveliina Summanen (85. Olga Ahtinen), Emmi Alanen, Ria Öling (87. Amanda Rantanen) – Linda Sällström, Sanni Franssi (85. Jenny Danielsson) Cheftrainerin: Anna Signeul ( Schweden) | Finnland | Aufstellung Spanien gegen Finnland |
| Spanien                                                                  | 1:1 Paredes (26.) 2:1 Bonmatí (41.) 3:1 L. García (75.) 4:1 Caldentey (90.+5', Foulelfmeter) | 0:1 Sällström (1.) 1 | Finnland | Aufstellung Spanien gegen Finnland |
| Spanien                                                                  | Paredes (54.) | Alanen (81.) | Finnland | Aufstellung Spanien gegen Finnland |
| Spanien                                                                  | Spieler des Spiels: Aitana Bonmatí (Spanien) | | Finnland | Aufstellung Spanien gegen Finnland |
| 8. Juli 2022 um 17:00 Uhr (18:00 Uhr MESZ) in Milton Keynes (Stadium MK) | | |          |                                    |
| Zuschauer: 16.819                                                        | | |          |                                    |
| Schiedsrichterin: Kateryna Monsul ( Ukraine)                             | | |          |                                    |
| Spielbericht                                                             | | |          |                                    |

- Schiedsrichtergespann:  Maryna Strilezka und  Paulina Baranowska (Schiedsrichterassistentinnen),  Ivana Projkovska (Vierte Offizielle),  Paolo Valeri (Videoassistent),  Maurizio Mariani (Erster Assistent des Videoassistenten)

## Deutschland – Dänemark 4:0 (1:0)
| Deutschland                                                                           | Deutschland | Dänemark | Dänemark | Aufstellung                            |
| ------------------------------------------------------------------------------------- | --- | --- | -------- | -------------------------------------- |
| Deutschland                                                                           | \| 8. Juli 2022 um 20:00 Uhr (21:00 Uhr MESZ) in Brentford (Brentford Community Stadium) \| \| Zuschauer: 15.746 \| \| Schiedsrichterin: Esther Staubli ( Schweiz) \| \| Spielbericht \| | \| 8. Juli 2022 um 20:00 Uhr (21:00 Uhr MESZ) in Brentford (Brentford Community Stadium) \| \| Zuschauer: 15.746 \| \| Schiedsrichterin: Esther Staubli ( Schweiz) \| \| Spielbericht \| | Dänemark | Aufstellung Deutschland gegen Dänemark |
| Deutschland                                                                           | Merle Frohms – Giulia Gwinn, Kathrin Hendrich, Marina Hegering, Felicitas Rauch – Lena Oberdorf (84. Sydney Lohmann), Sara Däbritz (61. Lena Lattwein), Lina Magull (69. Linda Dallmann) – Svenja Huth , Lea Schüller (61. Alexandra Popp), Klara Bühl (61. Jule Brand) Cheftrainerin: Martina Voss-Tecklenburg | Lene Christensen – Katrine Veje, Stine Ballisager Pedersen, Rikke Læntver Sevecke – Janni Thomsen (83. Stine Larsen), Sofie Pedersen, Sanne Troelsgaard Nielsen (55. Kathrine Møller Kühl), Sofie Svava (70. Simone Boye Sørensen) – Pernille Harder , Signe Bruun (55. Nadia Nadim), Rikke Madsen (55. Mille Gejl) Cheftrainer: Lars Søndergaard | Dänemark | Aufstellung Deutschland gegen Dänemark |
| Deutschland                                                                           | 1:0 Magull (21.) 2:0 Schüller (57.) 3:0 Lattwein (78.) 4:0 Popp (86.) | | Dänemark | Aufstellung Deutschland gegen Dänemark |
| Deutschland                                                                           | Oberdorf (40.), Rauch (73.), Hegering (90.+4') | Møller Kühl (78.), Larsen (90.+2') | Dänemark | Aufstellung Deutschland gegen Dänemark |
| Deutschland                                                                           | Møller Kühl (90.+5') | | Dänemark | Aufstellung Deutschland gegen Dänemark |
| Deutschland                                                                           | 500. Länderspiel der deutschen Mannschaft | | Dänemark | Aufstellung Deutschland gegen Dänemark |
| Deutschland                                                                           | Spieler des Spiels: Lina Magull (Deutschland) | | Dänemark | Aufstellung Deutschland gegen Dänemark |
| 8. Juli 2022 um 20:00 Uhr (21:00 Uhr MESZ) in Brentford (Brentford Community Stadium) | | |          |                                        |
| Zuschauer: 15.746                                                                     | | |          |                                        |
| Schiedsrichterin: Esther Staubli ( Schweiz)                                           | | |          |                                        |
| Spielbericht                                                                          | | |          |                                        |

- Schiedsrichtergespann:  Susann Küng und  Sara Telek (Schiedsrichterassistentinnen),  Iuliana Demetrescu (Vierte Offizielle),  Benoît Millot (Videoassistent),  Maika Vanderstichel (Erste Assistentin des Videoassistenten)

Für Alexandra Popp war es das erste EM-Tor in ihrem ersten EM-Spiel, nachdem sie zuvor alle Europameisterschaften in ihrer Karriere verletzungsbedingt verpasst hatte.
Verteidigerin Felicitas Rauch traf zudem noch zweimal die Latte.

## Dänemark – Finnland 1:0 (0:0)
| Dänemark                                                                  | Dänemark | Finnland | Finnland | Aufstellung                         |
| ------------------------------------------------------------------------- | --- | --- | -------- | ----------------------------------- |
| Dänemark                                                                  | \| 12. Juli 2022 um 17:00 Uhr (18:00 Uhr MESZ) in Milton Keynes (Stadium MK) \| \| Zuschauer: 11.615 \| \| Schiedsrichterin: Iuliana Demetrescu ( Rumänien) \| \| Spielbericht \| | \| 12. Juli 2022 um 17:00 Uhr (18:00 Uhr MESZ) in Milton Keynes (Stadium MK) \| \| Zuschauer: 11.615 \| \| Schiedsrichterin: Iuliana Demetrescu ( Rumänien) \| \| Spielbericht \|                                                                                  | Finnland | Aufstellung Dänemark gegen Finnland |
| Dänemark                                                                  | Lene Christensen – Rikke Læntver Sevecke, Stine Ballisager Pedersen, Katrine Veje – Sara Thrige Andersen (56. Sofie Svava), Sanne Troelsgaard Nielsen (64. Karen Holmgaard), Sofie Junge Pedersen, Janni Thomsen – Nadia Nadim (56. Sofie Bredgaard), Signe Bruun (64. Stine Larsen), Pernille Harder (87. Simone Boye Sørensen) Cheftrainer: Lars Søndergaard | Tinja-Riikka Korpela – Emma Koivisto, Anna Westerlund (90. Jenny Danielsson), Natalia Kuikka, Elli Pikkujämsä – Essi Sainio, Emmi Alanen, Eveliina Summanen, Ria Öling – Linda Sällström (76. Olga Ahtinen), Sanni Franssi Cheftrainerin: Anna Signeul ( Schweden) | Finnland | Aufstellung Dänemark gegen Finnland |
| Dänemark                                                                  | 1:0 Harder (72.) | | Finnland | Aufstellung Dänemark gegen Finnland |
| Dänemark                                                                  | Sevecke (66.) | | Finnland | Aufstellung Dänemark gegen Finnland |
| Dänemark                                                                  | Spieler des Spiels: Pernille Harder (Dänemark) | | Finnland | Aufstellung Dänemark gegen Finnland |
| 12. Juli 2022 um 17:00 Uhr (18:00 Uhr MESZ) in Milton Keynes (Stadium MK) | | |          |                                     |
| Zuschauer: 11.615                                                         | | |          |                                     |
| Schiedsrichterin: Iuliana Demetrescu ( Rumänien)                          | | |          |                                     |
| Spielbericht                                                              | | |          |                                     |

- Schiedsrichtergespann:  Petruța Iugulescu und  Anita Vad (Schiedsrichterassistentinnen),  Cheryl Foster (Vierte Offizielle),  Pol van Boekel (Videoassistent),  Dennis Higler (Erster Assistent des Videoassistenten)

## Deutschland – Spanien 2:0 (2:0)
| Deutschland                                                                            | Deutschland | Spanien | Spanien | Aufstellung                           |
| -------------------------------------------------------------------------------------- | --- | --- | ------- | ------------------------------------- |
| Deutschland                                                                            | \| 12. Juli 2022 um 20:00 Uhr (21:00 Uhr MESZ) in Brentford (Brentford Community Stadium) \| \| Zuschauer: 16.037 \| \| Schiedsrichterin: Stéphanie Frappart ( Frankreich) \| \| Spielbericht \| | \| 12. Juli 2022 um 20:00 Uhr (21:00 Uhr MESZ) in Brentford (Brentford Community Stadium) \| \| Zuschauer: 16.037 \| \| Schiedsrichterin: Stéphanie Frappart ( Frankreich) \| \| Spielbericht \|                                                                                          | Spanien | Aufstellung Deutschland gegen Spanien |
| Deutschland                                                                            | Merle Frohms – Giulia Gwinn, Kathrin Hendrich, Marina Hegering, Felicitas Rauch (62. Sophia Kleinherne) – Lena Oberdorf, Sara Däbritz (72. Linda Dallmann), Lina Magull (46. Lena Lattwein) – Svenja Huth, Alexandra Popp (62. Tabea Waßmuth), Klara Bühl (87. Jule Brand) Cheftrainerin: Martina Voss-Tecklenburg | Sandra Paños – Ona Batlle, Irene Paredes , Mapi León, Leila Ouahabi – Sheila García (70. Marta Cardona), Aitana Bonmatí, Laia Aleixandri (70. Athenea del Castillo), Patricia Guijarro, Mariona Caldentey (84. Irene Guerrero) – Lucía García (62. Claudia Pina) Cheftrainer: Jorge Vilda | Spanien | Aufstellung Deutschland gegen Spanien |
| Deutschland                                                                            | 1:0 Bühl (3.) 2:0 Popp (37.) | | Spanien | Aufstellung Deutschland gegen Spanien |
| Deutschland                                                                            | Rauch (27.), Oberdorf (87.) | | Spanien | Aufstellung Deutschland gegen Spanien |
| Deutschland                                                                            | Spieler des Spiels: Marina Hegering (Deutschland) | | Spanien | Aufstellung Deutschland gegen Spanien |
| 12. Juli 2022 um 20:00 Uhr (21:00 Uhr MESZ) in Brentford (Brentford Community Stadium) | | |         |                                       |
| Zuschauer: 16.037                                                                      | | |         |                                       |
| Schiedsrichterin: Stéphanie Frappart ( Frankreich)                                     | | |         |                                       |
| Spielbericht                                                                           | | |         |                                       |

- Schiedsrichtergespann:  Élodie Coppola und  Manuela Nicolosi (Schiedsrichterassistentinnen),  Ivana Projkovska (Vierte Offizielle),  Benoît Millot (Videoassistent),  Maika Vanderstichel (Erste Assistentin des Videoassistenten)

Die deutsche Mannschaft ging durch die Treffer von Klara Bühl, die einen Fehler der gegnerischen Torfrau nutzte, und Alexandra Popp per Kopf nach Eckball in Führung. Trotz eines Ballbesitzanteils von nur etwa 30 % über das ganze Spiel gewann die Mannschaft die Partie dank einer starken Defensivleistung und Paraden von Torhüterin Merle Frohms. Eine Notbremse zur Vereitelung einer klaren Torchance von Irene Paredes an Alexandra Popp in der 57. Minute blieb von Schiedsrichterin Stéphanie Frappart ungeahndet, auch der Videoschiedsrichter griff nicht ein.

## Finnland – Deutschland 0:3 (0:1)
| Finnland                                                                  | Finnland | Deutschland | Deutschland | Aufstellung                            |
| ------------------------------------------------------------------------- | --- | --- | ----------- | -------------------------------------- |
| Finnland                                                                  | \| 16. Juli 2022 um 20:00 Uhr (21:00 Uhr MESZ) in Milton Keynes (Stadium MK) \| \| Zuschauer: 20.721 \| \| Schiedsrichterin: Emikar Calderas Barrera ( Venezuela) \| \| Spielbericht \| | \| 16. Juli 2022 um 20:00 Uhr (21:00 Uhr MESZ) in Milton Keynes (Stadium MK) \| \| Zuschauer: 20.721 \| \| Schiedsrichterin: Emikar Calderas Barrera ( Venezuela) \| \| Spielbericht \| | Deutschland | Aufstellung Finnland gegen Deutschland |
| Finnland                                                                  | Katriina Talaslahti – Nora Heroum, Elli Pikkujämsä, Natalia Kuikka, Emma Koivisto (46. Anna Auvinen) – Adelina Engman (71. Olga Ahtinen), Emmi Alanen , Eveliina Summanen (65. Essi Sainio), Heidi Kollanen (65. Ria Öling) – Linda Sällström (81. Amanda Rantanen), Juliette Kemppi Cheftrainerin: Anna Signeul ( Schweden) | Merle Frohms – Giulia Gwinn (46. Nicole Anyomi), Sara Doorsoun, Marina Hegering (46. Kathrin Hendrich), Sophia Kleinherne – Sara Däbritz, Lena Lattwein, Linda Dallmann (76. Laura Freigang) – Svenja Huth (64. Tabea Waßmuth), Alexandra Popp , Klara Bühl (64. Jule Brand) Cheftrainerin: Martina Voss-Tecklenburg | Deutschland | Aufstellung Finnland gegen Deutschland |
| Finnland                                                                  | 0:1 Kleinherne (40.) 0:2 Popp (48.) 0:3 Anyomi (63.) | | Deutschland | Aufstellung Finnland gegen Deutschland |
| Finnland                                                                  | Summanen (65.) | | Deutschland | Aufstellung Finnland gegen Deutschland |
| Finnland                                                                  | Spieler des Spiels: Linda Dallmann (Deutschland) | | Deutschland | Aufstellung Finnland gegen Deutschland |
| 16. Juli 2022 um 20:00 Uhr (21:00 Uhr MESZ) in Milton Keynes (Stadium MK) | | |             |                                        |
| Zuschauer: 20.721                                                         | | |             |                                        |
| Schiedsrichterin: Emikar Calderas Barrera ( Venezuela)                    | | |             |                                        |
| Spielbericht                                                              | | |             |                                        |

- Schiedsrichtergespann:  Migdalía Rodríguez Chirino und  Mary Blanco Bolívar (Schiedsrichterassistentinnen),  Marta Huerta de Aza (Vierte Offizielle),  Tiago Martins (Videoassistent),  Luís Godinho (Erster Assistent des Videoassistenten)

## Dänemark – Spanien 0:1 (0:0)
| Dänemark                                                                               | Dänemark | Spanien | Spanien | Aufstellung                        |
| -------------------------------------------------------------------------------------- | --- | --- | ------- | ---------------------------------- |
| Dänemark                                                                               | \| 16. Juli 2022 um 20:00 Uhr (21:00 Uhr MESZ) in Brentford (Brentford Community Stadium) \| \| Zuschauer: 16.041 \| \| Schiedsrichterin: Rebecca Welch ( England) \| \| Spielbericht \| | \| 16. Juli 2022 um 20:00 Uhr (21:00 Uhr MESZ) in Brentford (Brentford Community Stadium) \| \| Zuschauer: 16.041 \| \| Schiedsrichterin: Rebecca Welch ( England) \| \| Spielbericht \|                                                                                                   | Spanien | Aufstellung Dänemark gegen Spanien |
| Dänemark                                                                               | Lene Christensen – Stine Ballisager Pedersen, Simone Boye Sørensen, Rikke Sevecke – Janni Thomsen (73. Nadia Nadim), Karen Holmgaard, Sofie Junge Pedersen, Katrine Veje (80. Sara Holmgaard) – Rikke Marie Madsen (73. Stine Larsen), Pernille Harder , Kathrine Møller Kühl (58. Sanne Troelsgaard Nielsen) Cheftrainer: Lars Søndergaard | Sandra Paños – Ona Batlle, Irene Paredes , Mapi León, Leila Ouahabi (46. Olga Carmona) – Aitana Bonmatí, Patricia Guijarro, Mariona Caldentey – Sheila García (46. Marta Cardona), Lucía García (46. Esther González), Athenea del Castillo (80. Laia Aleixandri) Cheftrainer: Jorge Vilda | Spanien | Aufstellung Dänemark gegen Spanien |
| Dänemark                                                                               | 0:1 Cardona (90.) | | Spanien | Aufstellung Dänemark gegen Spanien |
| Dänemark                                                                               | Larsen (89.) | Ouahabi (30.) | Spanien | Aufstellung Dänemark gegen Spanien |
| Dänemark                                                                               | Lars Søndergaard erhielt nach dem Spiel eine gelbe Karte. | | Spanien | Aufstellung Dänemark gegen Spanien |
| Dänemark                                                                               | Spieler des Spiels: Aitana Bonmatí (Spanien) | | Spanien | Aufstellung Dänemark gegen Spanien |
| 16. Juli 2022 um 20:00 Uhr (21:00 Uhr MESZ) in Brentford (Brentford Community Stadium) | | |         |                                    |
| Zuschauer: 16.041                                                                      | | |         |                                    |
| Schiedsrichterin: Rebecca Welch ( England)                                             | | |         |                                    |
| Spielbericht                                                                           | | |         |                                    |

- Schiedsrichtergespann:  Sian Massey und  Lisa Rashid (Schiedsrichterassistentinnen),  Ivana Martinčić (Vierte Offizielle),  Pol van Boekel (Videoassistent),  Dennis Higler (Erster Assistent des Videoassistenten)